# Das Waldlied
Das Waldlied ist ein Theaterstück von Lessja Ukrajinka.
Das Theaterstück besteht aus drei Akten. Das Waldlied (Lisova pisnja) ist 1911 in Kutaissi entstanden und wurde am 22. November 1918 im Kiewer Dramatheater uraufgeführt. Das Drama, von der Autorin auch Feenspiel und später Feerie genannt, bildet den Zusammenprall zwischen märchenhafter Naturwelt und menschlichem Alltagsleben ab. Zu dem Drama wurde Ukrajinka durch Gerhart Hauptmanns Märchendrama Die versunkene Glocke inspiriert. Ukrajinka gab später auch an, dass die Sehnsucht nach ihrer Heimat Wolhynien und die Erinnerungen an ihren Aufenthalt in Nechymne sie zusätzlich zu diesem Werk inspiriert hätten.
Protagonisten sind die Waldfee Mavka und der Mensch Lukasch. Der Schauplatz ist eine Lichtung in einem alten Wald in Wolhynien, einer historischen Landschaft in der Westukraine. Das Stück zählt zu den romantischsten Geschichten der ukrainischen Literatur.

## Adaptionen (Auswahl)
Von dem Theaterstück gibt es mehrere Opernadaptionen und Ballettstücke.
- Stefanija Turkewytsch: Oper Mavka nach der Feerie Das Waldlied[6]
- Witalij Kirejko: Oper[7]
- Mychajlo Skorulskyj: Ballett[8]
- Myroslav Volynskyi: Oper[5]

2023 erschien eine  ukrainische  Filmadaption des Stückes namens Mavka – Hüterin des Waldes.